# Hiệp hội Vườn thú và Thủy cung Hoa Kỳ
Hiệp hội Vườn thú và Thủy cung Hoa Kỳ hay Hiệp hội các vườn thú và thủy cung Hoa Kỳ, viết tắt là AZA (Association of Zoos and Aquariums), là một tổ chức phi lợi nhuận được thành lập năm 1924, dành riêng cho sự phát triển các vườn thú và thủy cung công cộng trong các lĩnh vực bảo tồn, giáo dục, khoa học và vui chơi giải trí. Trụ sở AZA đặt ở Silver Spring, Maryland.
Ban đầu lúc thành lập có tên là Hiệp hội Mỹ các Vườn thú và Thủy cung (AAZPA, American Association of Zoological Parks and Aquariums), sau đó là Hiệp hội Vườn thú và Thủy cung Mỹ (American Zoo and Aquarium Association).

## Lịch sử
Tháng 10 năm 1924, Hiệp hội Mỹ các Vườn thú và Thủy cung (AAZPA) thành lập, là một chi nhánh của Viện Mỹ về điều hành Công viên (AIPE, American Institute of Park Executives).
Năm 1966, AAZPA trở thành một chi nhánh liên kết chuyên nghiệp của tổ chức mới hình thành là Hiệp hội Công viên và Giải trí Quốc gia (NRPA, National Recreation and Park Association, đã hấp thụ cả AIPE).
Năm 1971, AAZPA biểu quyết trở thành hiệp hội độc lập, đưa ra điều lệ AAZPA, với văn phòng điều hành đặt ở Wheeling, West Virginia, trong Oglebay Park Good Zoo.
Năm 1994, đã đổi sang tên ngắn hơn là Hiệp hội Vườn thú và Thủy cung Hoa Kỳ (AZA, Zoo and Aquarium Association).
Năm 1998 đã có 134 triệu lượt thăm các vườn thú và thủy cung Bắc Mỹ . Mười năm sau đó trong năm 2008 đã có 175 triệu lượt thăm các vườn thú và thủy cung được AZA công nhận .